# Dyscophellus ramusis
Dyscophellus ramusis is een vlinder uit de familie van de dikkopjes (Hesperiidae). De wetenschappelijke naam van de soort is voor het eerst geldig gepubliceerd in 1781 door Caspar Stoll.